# Wielkie przebudzenie
Wielkie przebudzenie – określenie szeroko zakrojonych przemian duchowych w amerykańskim protestantyzmie, które doprowadziły do narodzin nowej, charakterystycznej amerykańskiej odmiany protestantyzmu. Historycy wyróżniają cztery fazy wielkiego przebudzenia, związane są one z czterema religijno-politycznymi cyklami w historii Stanów Zjednoczonych (lub pięć licząc od purytan w XVII wieku). Rolę przebudzeń zaczęto mocno podkreślać w amerykańskiej historiografii po II wojnie światowej. Największym zainteresowaniem ze strony badaczy cieszą się dwa pierwsze. Niektórzy historycy przyjmują, że pod wpływem przebudzeń wprowadzono siedem poprawek do konstytucji Stanów Zjednoczonych (od 13. do 19.).

## Ogólna charakterystyka
W historii Stanów Zjednoczonych wzrost zainteresowania religią powtarzał się w regularnych cyklach trwających około stu lat. Każdy z cykli składał się z trzech faz, każda faza trwała jedno pokolenie. Pierwsza faza była fazą religijnego przebudzenia, w której intensyfikowało się życie religijne, do głosu dochodziły nowe – bądź na nowo zdefiniowane stare – zasady etyczne i teologiczne. W drugiej fazie nowe zasady etyczne uzyskiwały efekt polityczny, w fazie trzeciej owe zasady zużywały się i wyczerpywały swoją nośność. Koniec trzeciej fazy dawał początek dla nowego cyklu. Historycy wyróżniają cztery wielkie przebudzenia w historii Stanów Zjednoczonych. William G. McLoughlin, historyk chrześcijaństwa, na zasadzie analogii wyodrębnił jeszcze jeden cykl, zapoczątkowany przez przebudzenie purytańskie wśród Ojców Pielgrzymów w XVII wieku.
Robert William Fogel, historyk i ekonomista twierdzi, że o fazie przebudzenia nie decyduje liczba nawróceń, lecz powstanie teologicznych i etycznych zasad, w oparciu o które powstaje program reform. Dlatego wielkie przebudzenie nie zawsze pokrywa się z religijnym przebudzeniem, a liczba nawróceń w niektórych okresach może być nawet większa. Przebudzenia nie są rezultatem wojen, recesji bądź epidemii, lecz krytycznej samorefleksji, poszukiwania swej tożsamości, reorientacji i relacji do reszty świata. Przebudzenie jest czasem rewitalizacji kultury. McLoughlin stwierdził, że dzięki przebudzeniom amerykańskie społeczeństwo rozwija się dynamicznie, bez nich rozpadłoby się na szereg fragmentarycznych cywilizacji.
Jon Butler podważył rolę przebudzeń w amerykańskiej historii. John B. Carpenter, z wyznania baptysta, zinterpretował cztery cykle jako cztery wielkie apostazje, w wyniku których amerykański ewangelikalizm stał się słabszy, oddalił się od purytańskich ideałów i pogłębiła się sekularyzacja.

## Pierwsze wielkie przebudzenie

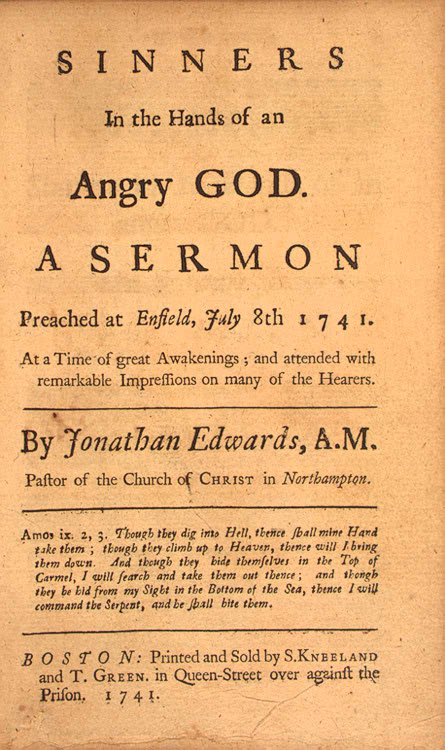
Sinners in the Hands of an Angry God, najbardziej znane kazanie Edwardsa wygłoszone 8 lipca 1741

Nazywany przez historyków pierwszym wielkim przebudzeniem ruch religijny pojawił się w latach 30. XVIII wieku w północnoamerykańskich koloniach wśród brytyjskich osadników. Inspirowany doktryną pietystów objął wszystkie kościoły protestanckie w Ameryce. Zakończył się w latach 60. XVIII wieku. Związany jest z działalnością takich osób jak: George Whitefield i Jonathan Edwards.
W koloniach zaczęły masowo pojawiać się ruchy odnowy religijnej, kierowane przez charyzmatycznych kaznodziejów. Zwolennicy odnowy zrywali z dotychczasowym, zinstytucjonalizowanym kościołem oraz tradycyjnymi praktykami religijnymi, propagując typ nowej, indywidualnej duchowości. Kaznodzieje odwoływali się do emocji zgromadzonych, propagując szukanie Boga w sobie. Ruch ten odrzucał intelektualne dociekania teologiczne, opierając wiarę na wewnętrznych przeżyciach duchowych.
Pierwsze wielkie przebudzenie doprowadziło do zatarcia różnic pomiędzy amerykańskimi kongregacjonalistami i prezbiterianami, doprowadzając do zerwania ich łączności z macierzystymi europejskimi kościołami. Z wielkiego przebudzenia narodziło się ewangelikalne chrześcijaństwo, a jego brytyjskim echem było powstanie metodyzmu, który w USA rozpowszechnił się daleko bardziej niż w Wielkiej Brytanii.
Przebudzenie osłabiło wiarę w predestynację. Politycznym efektem przebudzenia była krytyka korupcji brytyjskich urzędników po roku 1760.
Ruch wielkiego przebudzenia wywarł wielki wpływ na późniejszą rewolucję amerykańską. Był pierwszym ruchem, który ogarnął wszystkie kolonie i spowodował wykształcenie wspólnego typu religijności i umysłowości.

## Drugie wielkie przebudzenie

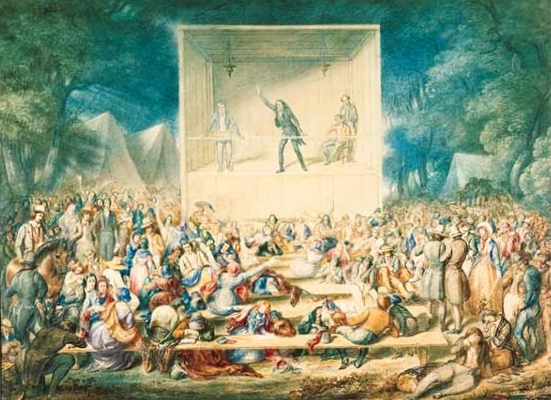
Metodystyczna ewangelizacja namiotowa z 1839

Ruch nazywany drugim wielkim przebudzeniem rozpoczął się na początku XIX wieku, zakończył w latach 40. XIX wieku. W południowych stanach przebudzenie trwało także po wojnie secesyjnej. Ukształtowane zostało pod wpływem odrzucenia ideałów duchowych europejskiego oświecenia i gwałtownego rozwoju umysłowego w duchu romantyzmu. Nowe pokolenie kaznodziejów zaczęło nawoływać do poszukiwania jeszcze silniejszych indywidualnych przeżyć. Nastąpiło jeszcze silniejsze odejście od tradycyjnej formy Kościoła.
Głoszona była nauka, że każdy może osiągnąć zbawienie, przy jednoczesnym piętnowaniu grzechów. Ruchy drugiego wielkiego przebudzenia charakteryzowały się również odrzuceniem wszelkich dociekań intelektualnych i oparciem wiary jedynie o dosłownie odczytywaną Biblię. Kampanie ewangelizacyjne odbywały się w namiotach. Podczas drugiego przebudzenia najbardziej wzrosła liczba metodystów, wzrostu liczebnego zaznali też baptyści. Jako efekt uboczny powstały ruchy głoszące zbliżający się koniec świata (millenaryzm), takie jak adwentyzm czy mormoni.
Drugie przebudzenie wywołało kampanię przeciwko niewolnictwu i ruch na rzecz trzeźwości. Zaowocowało też walką z korupcją w stanach południowych. W kampanii przeciwko niewolnictwu uczestniczyli przede wszystkim metodystyczni i baptystyczni kaznodzieje z północy. Najwybitniejszym kaznodzieją tego okresu był Charles Finney.
Drugie przebudzenie wywarło wielki wpływ na rozwój baptyzmu. Do końca XVIII wieku baptyzm był mało znaczącym nurtem chrześcijaństwa. Społeczności baptystyczne istniały jedynie na Wyspach Brytyjskich i w Trzynastu Koloniach. W roku 1790 w Stanach Zjednoczonych żyło zaledwie 60 tysięcy baptystów. Wtedy to w latach 90. XVIII wieku zaczęły powstawać nieliczne zbory w Kanadzie, Bahamach i Jamajce. Jednak prawdziwy rozwój baptyzmu nastał wraz z XIX wiekiem, od lat XX tegoż wieku zaczął się gwałtowny rozwój tego wyznania. Wtedy też większość baptystów pod wpływem metodystycznych nauk popularnych w czasach przebudzenia przyjęła arminianizm, na miejsce wyznawanego do tej pory kalwinizmu, co również bardzo przyczyniło się do rozwoju baptyzmu gdyż wiązało się z zaangażowaniem misyjnym i działalnością ewangelizacyjną. Od lat 20. XIX wieku baptyzm zaczął docierać poza granicę Stanów Zjednoczonych i Wysp Brytyjskich. Zbory baptystyczne zaczęły wówczas powstawać w Afryce, Australii, a od lat 30. również w Europie kontynentalnej.
Drugie przebudzenie położyło także podwaliny pod narodziny i rozwój Ruchu Uświęceniowego który przekształcił się w kolejnym przebudzeniu w Ruch Zielonoświątkowy i nabrał potężnej dynamiki rozwoju.

## Trzecie wielkie przebudzenie

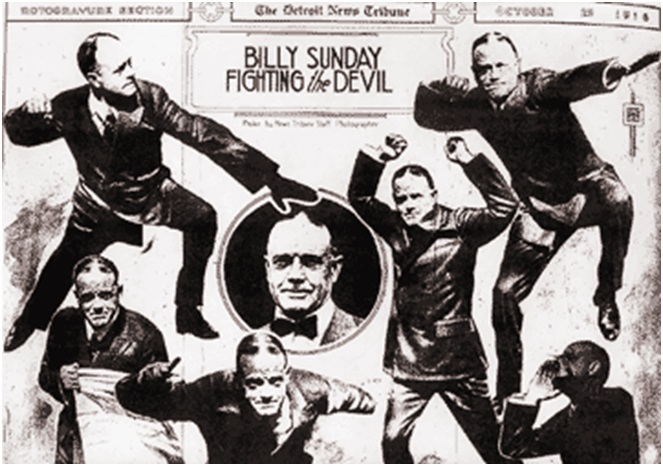
Billy Sunday w Detroit (1916)

Niektórzy historycy trzecie przebudzenie widzą w modlitewnym przebudzeniu z lat 1857–1858, inni chcą je datować na lata 1875–1885 i wiążą je z działalnością Moody'ego i Stankeya. Nie były to jednak okresy rewitalizacji kultury amerykańskiej. Przebudzenie z lat 1857–1858 było przebudzeniem biznesmenów. Moody w latach 70. XIX wieku prowadził działalność głównie wśród bezrobotnych i nie miało to szerszego oddźwięku społecznego. Socjaliści nazywali go wrogiem klasy robotniczej.
Trzecie wielkie przebudzenie jako ruch społeczny rozwinęło się około 1890 roku, a czołową rolę odegrali w nim Dwight L. Moody oraz Billy Sunday. Sunday rozpoczął swą działalność na trzy lata przed śmiercią Moody'ego. Był zwolennikiem staromodnego ewangelikalizmu. Obaj krytykowali modernizm (teologię liberalną) oraz darwinizm, Sunday walczył ponadto o zaprowadzenie prohibicji.
Wyznania powstałe na fali trzeciego wielkiego przebudzenia nie akcentują już tak bardzo wątków millenarystycznych, głosząc konieczność duchowego przygotowania się na koniec świata. Wyznania te mają charakter charyzmatyczny i silnie misjonarski. Ruchami religijnymi powstałymi w okresie trzeciego wielkiego przebudzenia są m.in. pentekostalizm, Christian Science i Armia Zbawienia. W okresie trzeciego wielkiego przebudzenia narodził się również ruch Badaczy Pisma Świętego, który jednak pod wieloma względami zakorzeniony jest w tradycji drugiego wielkiego przebudzenia.
W trzecim przebudzeniu zmniejszono nacisk na osobiste grzechy, a zwiększono na grzechy popełniane przez społeczeństwo. Położono nacisk na zsekularyzowaną interpretację Biblii oraz wiary. Politycznym skutkiem przebudzenia był atak na wielki biznes (któremu zarzucano korupcję) oraz walka o prawa cywilne kobiet.

## Czwarte wielkie przebudzenie

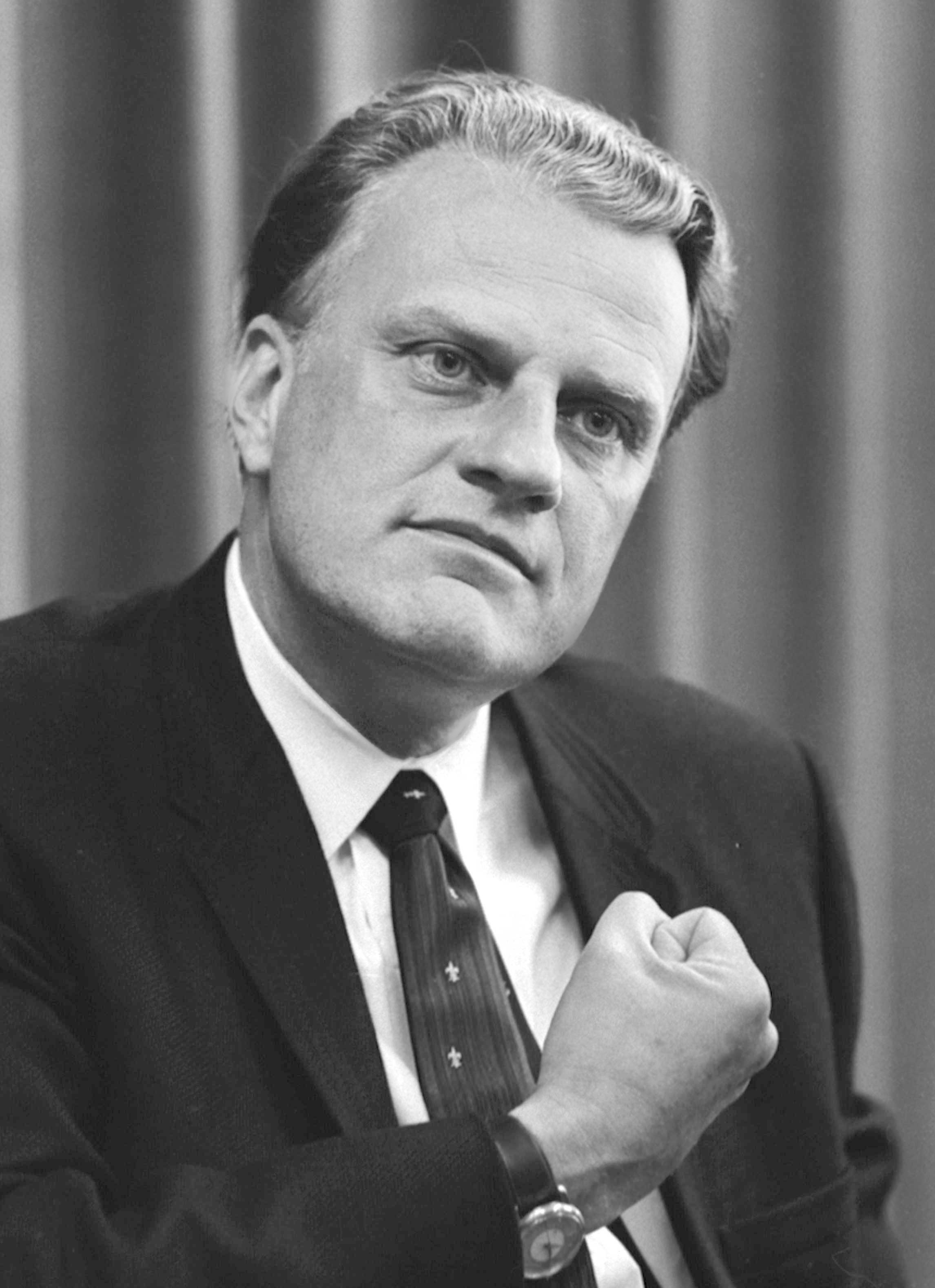
Billy Graham w 1966.

William G. McLoughlin datował je na lata 1960-1990. Fogel jest zdania, że rozpoczęło się w końcu lat 60. XX wieku. Nie wszyscy badacze są zgodni co do tego, kiedy i gdzie miało miejsce czwarte przebudzenie. William G. McLoughlin wiązał czwarte przebudzenie z działalnością Billy'ego Grahama, który odegrał taką samą rolę, jak Billy Sunday w trzecim przebudzeniu.
Czwarte przebudzenie ponownie położyło nacisk na osobisty grzech, a nie społeczny. W wyniku tego przebudzenia wzrosła liczba południowych baptystów, a także umocniły się główne ugrupowania. Zielonoświątkowcy i adwentyści podwoili swój stan liczebny, w kościele katolickim powstał ruch odnowy. Rozbudzone zostało entuzjastyczne chrześcijaństwo. Czwartemu przebudzeniu towarzyszył rozwój protestantyzmu w krajach latynoskich, co dostarczało dodatkowej motywacji dla północno-amerykańskich ewangelistów.